# マイケル・バー＝ゾウハー

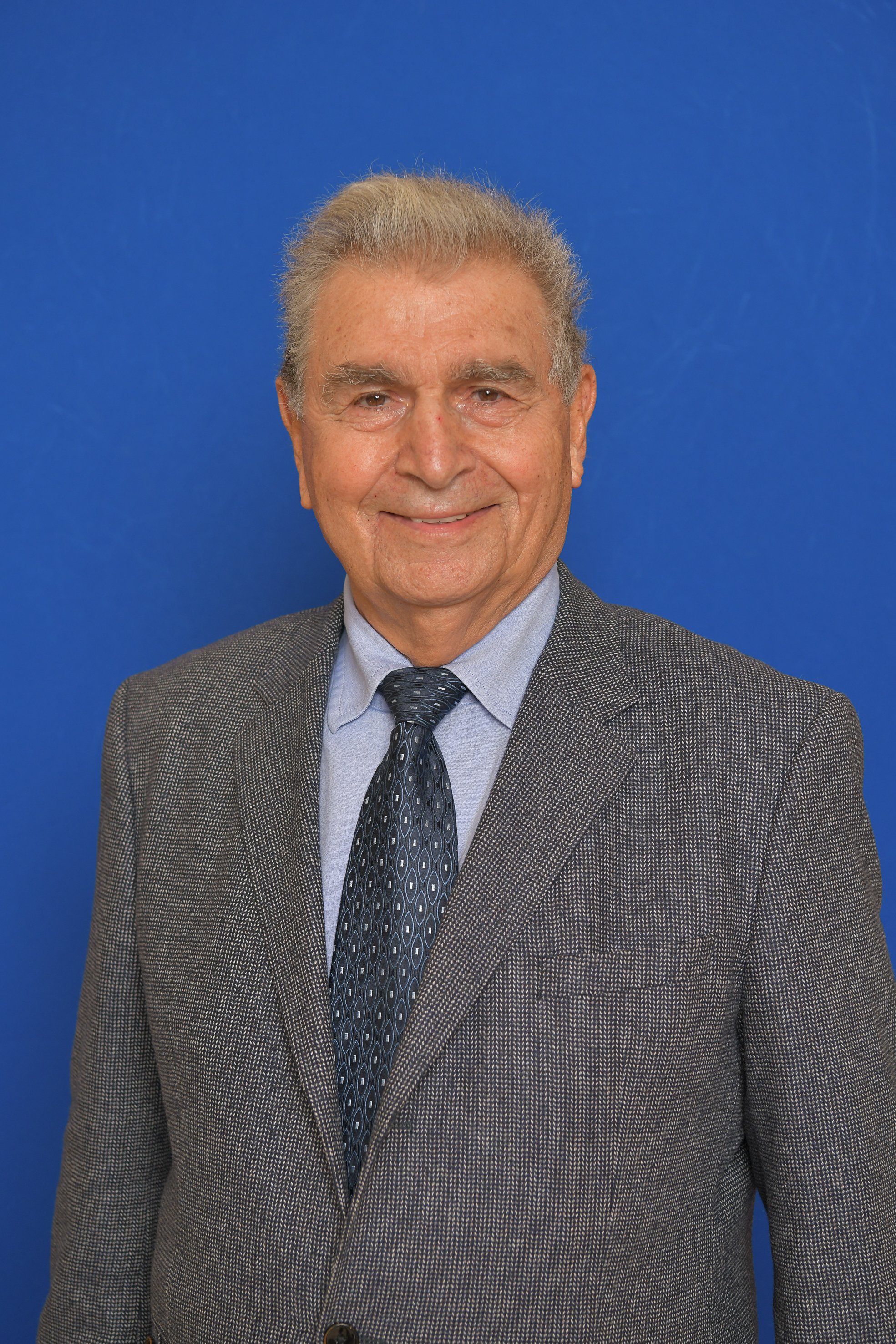
マイケル・バー＝ゾウハー

マイケル・バー＝ゾウハー（Michael Bar-Zohar、1938年1月30日 - ）は、スパイ小説で知られるイスラエルの作家、ノンフィクション作家、歴史家、政治家。

## プロフィール
ブルガリアで生まれ、ナチスの迫害を恐れた家族と共にイスラエルに移住。ヘブライ大学で学び、パリ大学で博士号取得。
イスラエルで新聞社の特派員となり、1967年にはイスラエル国防相の報道官を務めた。
1973年の第三次・第四次中東戦争に従軍し、その後はハイファ大学で教え、イスラエルの国会議員なども務めた。
1973年に『過去からの狙撃者』でデビュー、多数のスパイ小説を書くが、1993年の『影の兄弟』を最後に以後15年、小説を発表しなかった。
代わりに、ミュンヘン・オリンピックにおけるテロを扱った『ミュンヘン オリンピック・テロ事件の黒幕を追え』など、ノンフィクションを書いた。 

## 日本語訳された著作
- 『過去からの狙撃者』（The Third Truth (1972)、村社伸訳、ハヤカワ文庫NV） 1978
- 『二度死んだ男』（The Spy Who Died Twice (1973)、田村義進訳、ハヤカワ文庫NV） 1978
- 『エニグマ奇襲指令』（The Enigma (1978)、田村義進訳、ハヤカワ文庫NV） 1980 - Michael Barak名義
- 『パンドラ抹殺文書』（The Deadly Document (1980)、広瀬順弘訳、ハヤカワ文庫NV） 1981、のち新版 2006
- 『ファントム謀略ルート』（The Phantom Conspiracy (1980)、広瀬順弘訳、ハヤカワ文庫） 1982 - Michael Barak名義
- 『復讐のダブル・クロス』（Double Cross (1981)、広瀬順弘訳、ハヤカワ文庫） 1983 - Michael Barak名義
- 『ダッハウから来たスパイ』（Arrows of the Almighty (1985)、水木光訳、ハヤカワ文庫NF） 1986 - ノンフィクション
- 『真冬に来たスパイ』（A Spy in Winter (1987)、広瀬順弘訳、ハヤカワ文庫NV） 1986
- 『無名戦士の神話』（The Unknown Solder (1986)、広瀬順弘訳、ハヤカワ文庫NV） 1988
- 『復讐者たち』（The Avengers (1967)、広瀬順弘訳、ハヤカワ文庫NF） 1989、のち新版 2015 - ノンフィクション
- 『悪魔のスパイ』（The Devil's Spy (1988)、広瀬順弘訳、早川書房、ハヤカワノヴェルズ） 1991、のちハヤカワ文庫NV 1994
- 『影の兄弟』上・下（Brothers (1993)、広瀬順弘訳、早川書房、ハヤカワノヴェルズ） 1995、のちハヤカワ文庫NV 1998
- 『ベルリン・コンスピラシー』（Charged with Murder、横山啓明訳、ハヤカワ文庫NV） 2010

### 共著
- 『ミュンヘン オリンピック・テロ事件の黒幕を追え』（The Quest for the Red Prince (1983)、アイタン・ハーバー共著、横山啓明訳、ハヤカワ文庫NF） 2006
- 『モサド・ファイル イスラエル最強スパイ列伝』（Mossad、ニシム・ミシャル共著、上野元美訳、早川書房） 2013、のちハヤカワ文庫NF 2014
- 『秘録イスラエル特殊部隊 中東戦記1948 - 2014』（No Mission is Impossible、ニシム・ミシャル共著、上野元美訳、早川書房） 2018